# Annunciatenklooster (Maastricht)
Het Annunciatenklooster was een klooster van de zusters Annunciaten, gelegen aan de Wycker Grachtstraat in het Maastrichtse stadsdeel Wyck. Op nummer 9 is een gedenksteen te vinden.

## Geschiedenis
De contemplatieve kloosterorde van de Zusters van de Tien Deugden van Maria (Latijn: Ordo de Annuntiatione Beatæ Mariæ Virginis; afgekort: OAnnM) was in 1501 opgericht in Frankrijk en verspreidde zich al in de eerste helft van de 16e eeuw in de Zuidelijke Nederlanden, onder andere in Brugge (1517) en Leuven (1529). Een tweede golf van kloosterstichtingen volgde met de Contrareformatie, onder andere in Venlo (1582), Antwerpen (1608), Nijvel (1608), Brussel (1616), Gent 1624 en Tienen (1625).
Het Maastrichtse klooster werd eveneens in deze periode gesticht, in 1614-15, op initiatief van het Leuvense Annunciatenklooster, dat als moederklooster voor verschillende kloosterstichtingen fungeerde. De vestiging werd ondersteund door de proost van het Sint-Servaaskapittel, Engelbert Boonen. De zusters verwierven van de jezuïeten een perceel tussen de Wycker Grachtstraat en de Lage Barakken, waarop ze hun klooster bouwden, geheel voor eigen rekening. Op 27 april 1615 vestigden zich hier de eerste acht zusters (waaronder een lekenzuster) vanuit Leuven. Ook hier vormden ze een beschouwende kloostergemeenschap, die zich vooral richtte op Mariaverering (met name de Annunciatie en de "Tien evangelische deugden van Maria").
De kloosterkapel werd op 25 juli 1624 ingewijd. De ruime dubbelkapel, voorzien van bovenkoor en benedenkerk, werd grotendeels gefinancierd door proost Boonen, die op verschillende plaatsen zijn familiewapen liet aanbrengen. In de kapel stond een kopie van het beeld van Onze-Lieve-Vrouw van Scherpenheuvel. De zusters voorzagen in hun levensonderhoud door handwerken, met name de vervaardiging van paramenten. Ook stonden ze bekend om hun vlechtwerken van stro. Het klooster had steeds rond de 20 leden. Het werd rijkelijk van giften voorzien en omvatte een groot complex met vier vleugels.
Op 1 september 1796 werd alle kloosters in Maastricht door de Fransen opgeheven, ook dat van de annunciaten. Er woonden toen 24 zusters en 9 novicen. De kloostergebouwen werden onteigend en in 1798 verkocht aan een zekere A. Mamin, een Franse protestant en gemeenteraadslid. Deze liet de kapel afbreken. Op de kadasterkaart van 1842 is te zien dat de vrijwel het gehele kloosterterrein in handen was van de rentenier Hubert de la Haye uit de Rechtstraat. Slechts één perceel was eigendom van de koekenbakker Hendrik Delnoz, eveneens uit de Rechtstraat. Eind 19e eeuw was het kloosterterrein eigendom van Victor Jaunez, die directeur van de aardewerkfabriek Société Céramique in Wyck was. Bij de verlenging van de Wycker Brugstraat door middel van een ingrijpende doorbraak in Oud-Wyck, de percée, werd de kloostermuur in 1892 grotendeels gesloopt. Een deel, de zogenaamde "muur van Jaunez", stond er nog in 1914.
Een verkennend archeologisch veldonderzoek werd uitgevoerd in 2009-2010, waarbij enkele muurgedeelten van het klooster en de kerk werden aangetroffen. Het onderzoek vond plaats voorafgaand aan de bouw van woningen en een hotel op het zogenaamde Palace-terrein. De bouw werd echter uitgesteld en anno 2021 ligt het terrein er verwaarloosd bij.

## Erfgoed
De panden Wycker Grachtstraat 7 en 9 fungeerden in het verleden als entreegebouw van het klooster. Bij de sloop werd dit deel gespaard en omgebouwd naar twee woonhuizen. De voorgevels werden omstreeks 1880 vernieuwd, waardoor er aan de straatzijde niets meer zichtbaar is van de oorspronkelijke architectuur. Aan de achterkant is de 17e-eeuwse spekgevel nog goed te zien. Vooral de traptoren in Maaslandse renaissancestijl en enkele rondboogvenstertjes herinneren aan het kloosterverleden.
Van de kloosterkerk uit 1624 resteert nog een fragment van de vijfhoekige sluiting van het koor, thans onderdeel van een schuur op het achterterrein van de voormalige Palace-bioscoop. De tuinmuur achter de panden Bourgognestraat 56 t/m 66 is de zeventiende-eeuwse kloostermuur. De circa 220 cm hoge muur van veldbrandstenen is een niet-vastgesteld gemeentelijk monument.
Aan de gevel van het pand Wycker Grachtstraat 9 bevindt zich een gedenksteen uit 1953. De maker van het zandstenen reliëf is onbekend. Het stelt Onze-Lieve-Vrouw van Scherpenheuvel voor te midden van een ruïne (inclusief rondvliegende kanonskogels en losse stenen). De bronzen letters op de mantel vormen een chronogram: "CrVCe DoMInI nostrI traIeCto saI(eigenlijk L)Vs" (het kruis van de Heer geeft Maastricht veiligheid), waarvan de Romeinse cijfers het jaartal 1815 (of 1864) vormen. Daarboven staat: "Annunciaten 1615 - 1796"; eronder: "O:L:V: van Scherpenheuvel op deze plaats bijzonder vereerd B:V:O: 14-9-1953".

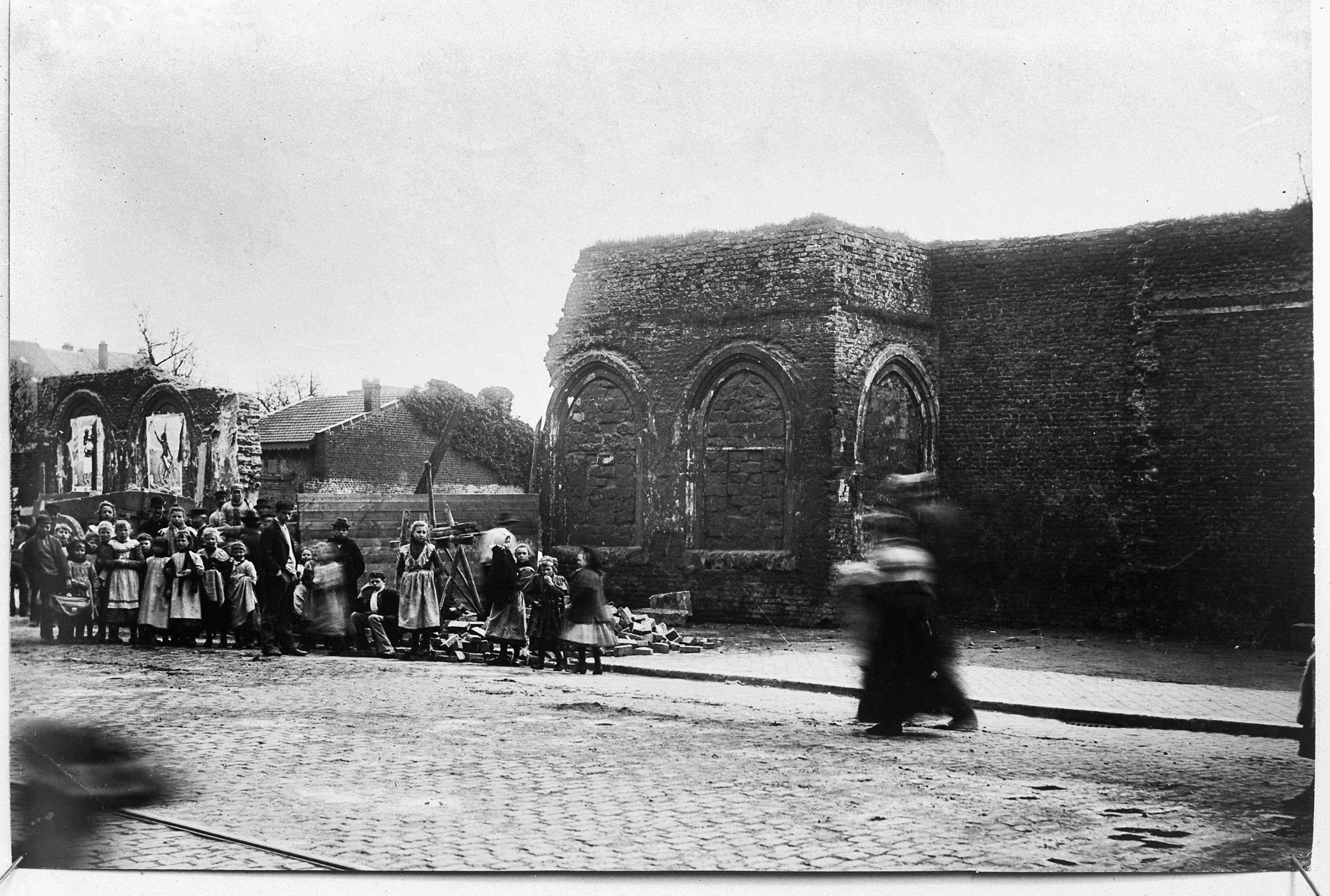
Kloosterrestant in 1914
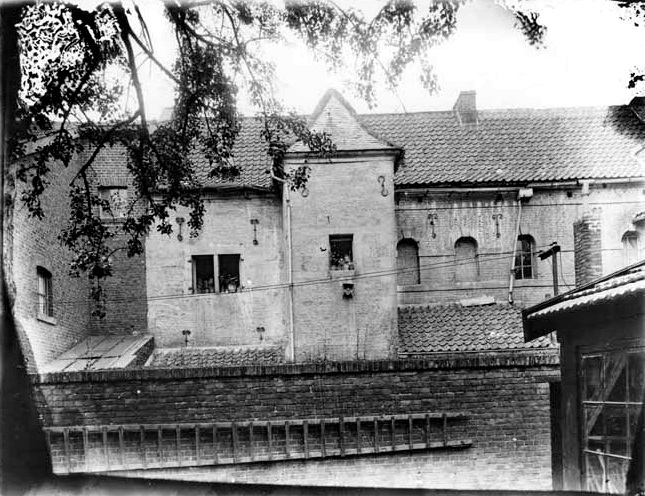
Wycker Grachtstraat 9, 1920
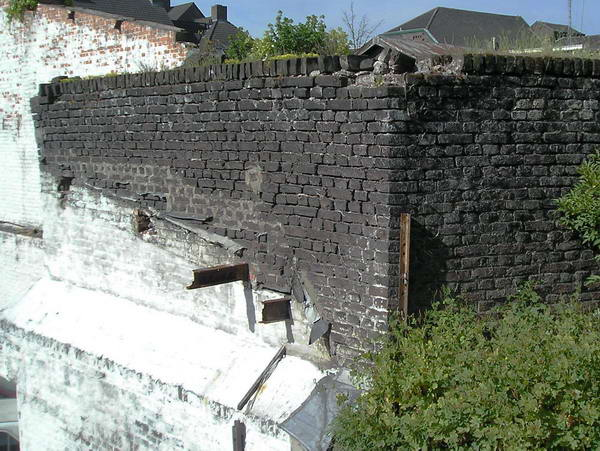
Muurrest van de kloosterkapel
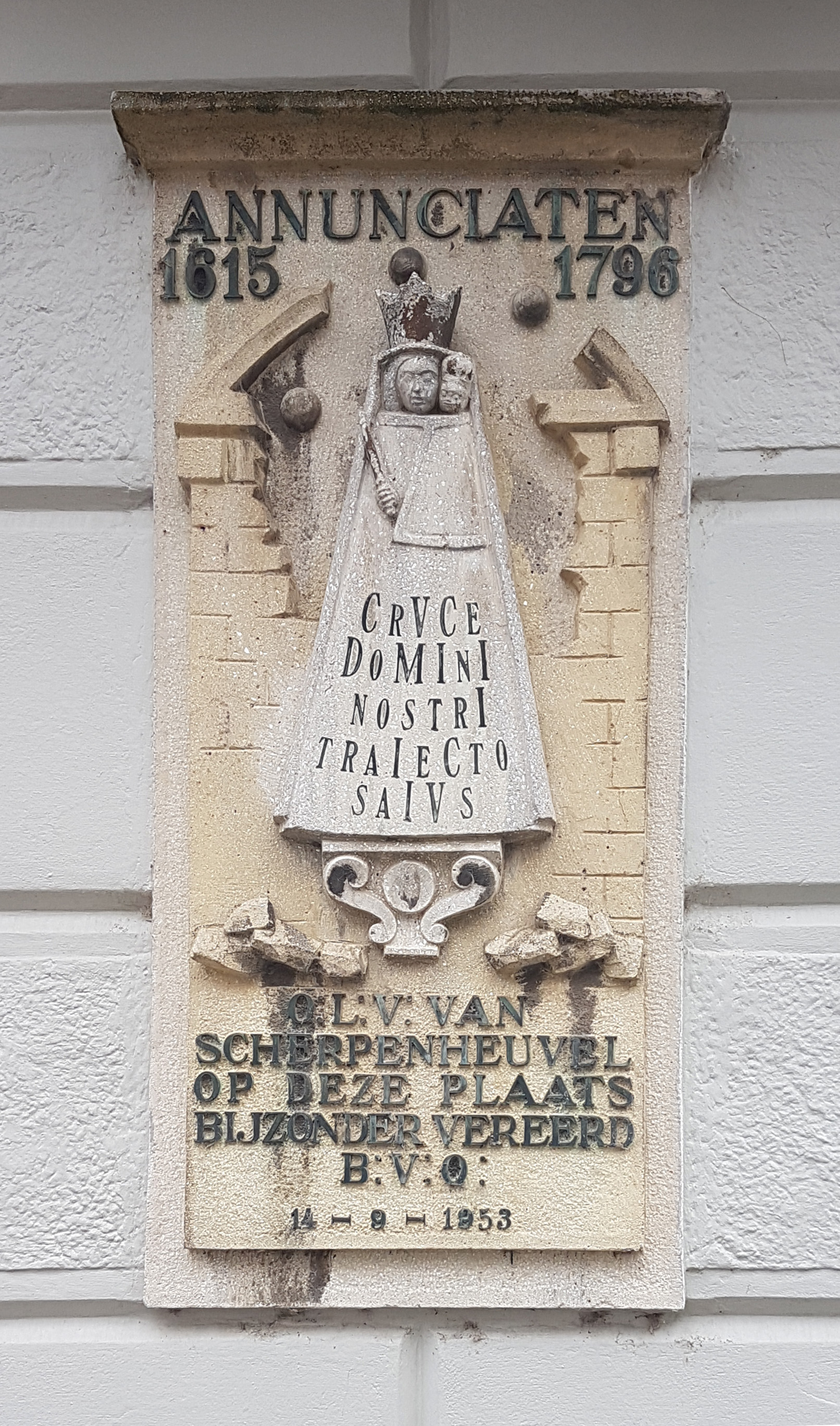
Gedenksteen uit 1953